# کلبلاخ لیند
کلبلاخ لیند (به آلمانی: Kleblach-Lind) یک منطقهٔ مسکونی در اتریش است که در ناحیه اشپیتال آن در دراو واقع شده‌است. کلبلاخ لیند ۱٬۲۹۹ نفر جمعیت دارد.